# 乌兰淖尔镇
乌兰淖尔镇，是中华人民共和国内蒙古自治区乌海市乌达区下辖的一个乡镇级行政单位。

## 行政区划
乌兰淖尔镇下辖以下地区：
泽园社区和富民社区。